# Рейка Пікатінні

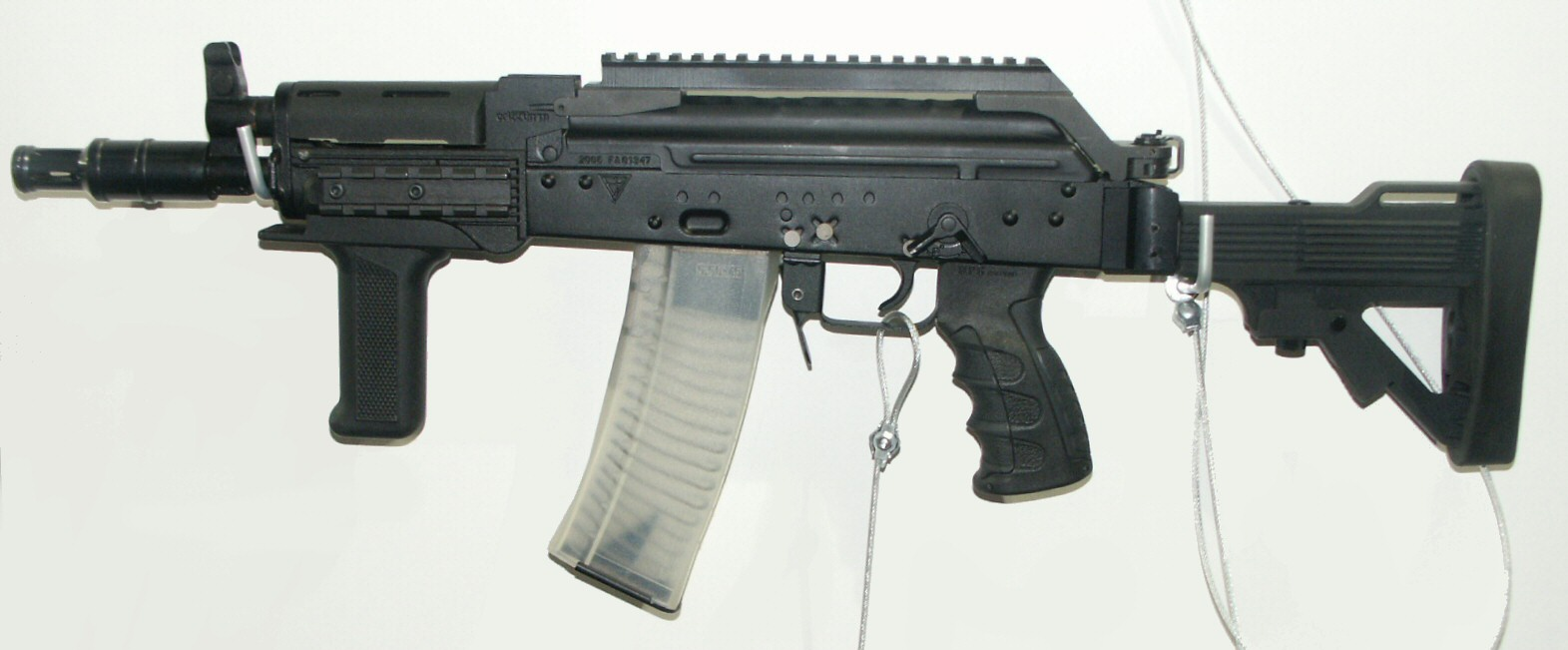
Рейка Пікатінні, встановлена на вкороченому польському автоматі Mini Beryl

Поперечний переріз рейки (розміри зазначено в дюймах)

Метричні розміри рейки

Рейка Пі́каті́нні[джерело?] (англ. Picatinny rail, також планка Пі́каті́нні) — кронштейн попередник рейки НАТО, який застосовується на різних видах стрілецької зброї для уніфікованого кріплення допоміжного приладдя: оптичних і коліматорних прицілів, сошок, тактичних ліхтарів, лазерних цілевказівників та ін.
Військовий стандарт MIL-(STD)-1913 розроблено й опубліковано державним арсеналом США «Арсенал Пікатінні», він поширений і застосовується в країнах НАТО відповідно до угоди зі стандартизації STANAG 4694 (попередній STANAG 2324 було скасовано).

## Конструкція
У поперечному перерізі рейка нагадує широку літеру «Т». Прилад встановлюється на рейку, є можливість його пересування вперед-назад або жорсткої фіксації за допомогою болтів, лещат чи важелів.
Для надійного фіксування, щоб уникнути зсуву закріплених приладь внаслідок віддачі або через деформацію кріплення (внаслідок термічного розширення й охолодження ствола під час стрільби), на планці через рівні проміжки зроблено поперечні прорізи. Їхні розміри стандартизовано, й багато яке приладдя застосовує прорізи для фіксації від зсуву.
Розмір прорізу — 0,206 дюйма (~5,23 мм), інтервал між центрами — 0,394 дюйма (~10,01 мм), глибина — 0,118 дюйма (~3,00 мм). Єдина відмінність від подібної рейки Вівера полягає в розмірах прорізів (на рейці Вівера вони менші), таким чином обладнання, розраховане для рейки Пікатінні, не завжди може бути встановлено на рейку Вівера. Однак багато навісного устаткування може застосовуватися на кріпленнях обох типів.
Існує також варіант планки Пікатінні, у якому передбачено підведення електроживлення до встановленого аксесуара. Відповідний механічний інтерфейс стандартизовано в STANAG 4740/ AEP-90.